# Julius Laska

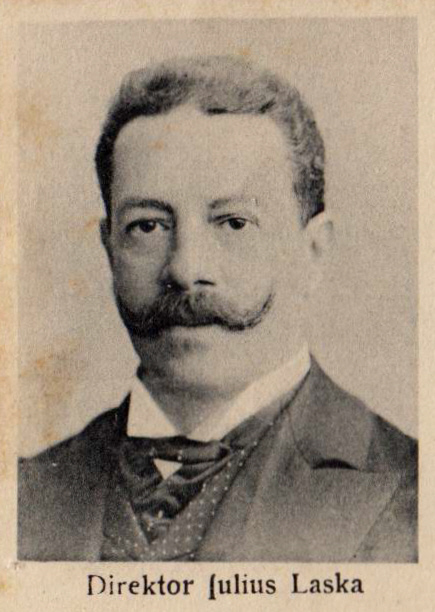
Julius Laska

Direktor Julius Laska (Bildmitte) und sein Ensemble am Innsbrucker Stadttheater in der Spielsaison 1901–1902

Julius Laska (* 28. Jänner 1850 in Linz; † 24. August 1933 in Linz-Urfahr) war ein österreichischer Schauspieler, Theaterdirektor und Regisseur.

## Künstlerische Laufbahn
Er war der Sohn einfacher Bürgersleute und erlernte den Beruf des Kammmachers. Die ersten Erfahrungen mit der Schauspielerei machte Laska als Souffleur bei einer Gruppe von Wanderschauspielern, denen er sich nach seiner Ausbildung 1868 in Ried (Oberösterreich) anschloss. Die erste bedeutende Rolle, in der der jugendliche Mime überzeugen konnte, war die Rolle des Willibald im Benedix’schen Schauspiel „Mathilde“. Im Frühjahr 1870 wurde seine Theaterlaufbahn von einer dreijährigen Militärzeit unterbrochen. Nach Ableistung dieses Dienstes widmete er sich sofort wieder der Schauspielkunst. Zuerst war er in Bayern (Straubing, Ingolstadt und Augsburg) tätig, später in Bozen, Innsbruck, Kaschau, Laibach, Ödenburg, Olmütz und Karlsbad, bis er endlich als jugendlicher Komiker ein Engagement am Carl-Schultze-Theater in Hamburg erhielt. 1881 bot sich ihm die Gelegenheit, sein Können als erster Charakterkomiker am Deutschen Hoftheater in St. Petersburg unter Beweis zu stellen, wo er sich auch als Regisseur betätigte.
Nach dem Aufenthalt in St. Petersburg assistierte Laska unter Direktor Dorn am Landestheater Linz, was ihm die Gelegenheit bot, die Verhältnisse dieser Bühne eingehend zu studieren und sich auf sein Lebensziel, die Übernahme der Direktion, vorzubereiten. Seine guten Umgangsformen, sein Scharfsinn und seine guten Kontakte zur Finanzwelt waren ausschlaggebend dafür, dass ihm der oberösterreichische Landesausschuss am 24. April 1884 die Direktion des landschaftlichen Theaters in Linz anvertraute. In den sieben Jahren, in denen er in Linz wirkte, gelang es ihm, das Ansehen und die Bedeutung dieses Hauses in künstlerischer Hinsicht gewaltig zu heben. Nebenbei betreute Laska auch noch die Provinztheater in Wels, Steyr, Hall, Gmunden und Reichenhall. Während der Winterspielzeit 1891/92 war er Direktor des Grand Théâtres in Amsterdam und brachte dort die Wiener Operette zu Ehren. Von 1889 bis 1921 leitete er in den Sommermonaten das Kurtheater in Marienbad. In der Hauptspielzeit, die von September bis Ostern dauerte, führte Laska die Stadttheater in Innsbruck (1900–1903), Regensburg (1905–1909) und Meran (1910–1912). Damit war er einer der wenigen Theaterdirektoren in der Monarchie, die das Personal ganzjährig beschäftigten, was außer den großen Residenztheatern sonst nur in Graz und Prag der Fall war.
Julius Laska war eine sehr impulsive Natur mit großem Unternehmungsgeist. Er führte sein Ensemble mit strenger Hand, war sonst aber um das Wohlergehen des Personals, das er überdurchschnittlich entlohnte, sehr bemüht. Wenn es darum ging, seinen künstlerischen Ideen zum Durchbruch zu verhelfen, scheute er auch nicht davor zurück, die ihm notwendig erscheinenden Besserungen, die an und für sich vom Eigentümer zu besorgen gewesen wären, vorzufinanzieren oder selbst in Auftrag zu geben. Um den dadurch verursachten Abgang in der Theaterkasse wieder ausgleichen zu können – am Linzer Landestheater hat Laska beispielsweise auf eigene Kosten eine elektrische Beleuchtung installieren lassen, was ihm eine Auslage von 20.000 Gulden verursachte –, hätte das Haus jeden Abend ausverkauft sein müssen. Dieses hochgesteckte Ziel war mit den bescheidenen Mitteln, die einem Direktor einer Provinzbühne zur Verfügung standen, freilich nicht zu erreichen.
Wie in den großen Schauspielhäusern in der Landeshauptstadt Wien, verlangte auch das Publikum in Linz, Innsbruck und Marienbad nach Abwechslung. Wurde dieses Verlangen nicht erfüllt, blieben die Zuschauer aus und das Ensemble spielte vor fast leeren Rängen. Deshalb war Laska ständig damit beschäftigt, Neuheiten, die in Wien und an sonstigen Bühnen mit Erfolg ausgeführt wurden, ausfindig zu machen, um diese alsbald im eigenen Haus aufführen zu können. Wenn Not am Mann war, war sich Direktor Laska auch nicht zu schade, die Rolle eines Schauspielerkollegen zu übernehmen und in eigener Person vor das Publikum zu treten.
Ein anderes zugkräftiges Mittel, dessen sich Laska gerne bediente, um die Ränge seines Theaters zu füllen, war die Verpflichtung von Gaststars. Von den Berühmtheiten, die er für Gastspiele gewinnen konnte, sind Alexander Girardi, Ludwig Martinelli, Wilhelm Knaack, Georg Reimers, Bernhard Baumeister, die Hofburgschauspielerinnen Stella von Hohenfels-Berger, Auguste Wilbrandt-Baudius, Johanna Buska, Agatha Bârsescu und die Operettensängerin Marie Geistinger besonders hervorzuheben. Heute nicht mehr vorstellbar, damals aber eine Selbstverständlichkeit, an der sich niemand stieß, war die Präsentation von Menschen mit einem besonderen Handicap, wie beispielsweise eine durchreisende „Liliputaner Spezialitäten-Truppe“, die als besondere Sensation in das Theatergeschehen mit eingebunden wurde.
Da der Erwerb von Lizenzrechten und die Verpflichtung von Gästen mit erheblichen Kosten verbunden waren, gelang es Laska trotz meist gut gefüllter Häuser nicht, ausgeglichen zu bilanzieren. Am Ende einer Spielsaison pilgerte er daher regelmäßig zu den Stadtverantwortlichen, um diese zur Übernahme des Fehlbetrages zu bewegen. Um seinen Forderungen Nachdruck zu verleihen, verband er sie hin und wieder auch mit der Bitte, ihn im Falle der Ablehnung des Gesuches von seinen vertraglichen Verpflichtungen zu entbinden. Diese Taktik war meist erfolgreich, da seine Qualitäten als Direktor außer Zweifel standen.
1919 feierte Laska sein 50. Bühnenjubiläum. Als er sich mit 72 Jahren zur Ruhe setzte, war das Wenige, was er in seiner aktiven Zeit erspart hatte, bereits aufgebraucht. Die letzten Jahre seines Lebens verbrachte er krank und von bitterster Not heimgesucht in Linz. Von seinem Ableben nahm kaum jemand Notiz. Auch seine Grabstätte geriet in Vergessenheit.

## Familie
Julius Laska hatte mit der Choristin Rosa Reitinger (geb. ca. 1870) einen unehelichen Sohn – Joseph Laska (eigentlich Reitinger, ab 1908 Reitinger-Laska) –, der ein anerkannter Dirigent und Komponist wurde. Mit seiner aus Pressburg (Bratislava) stammenden Frau Julie hatte Laska keine Kinder. Beruflich ging das Künstlerehepaar oft getrennte Wege.

## Auszeichnungen
Laskas Verdienste um die Kunst wurden von in- und auswärtigen Souveränen gewürdigt: König Eduard VII. von Großbritannien zeichnete ihn durch Verleihung des Viktoria-Ordens aus, der Schah von Persien, Mozaffar ad-Din, verlieh ihm den kaiserlich persischen Sonnen- und Löwenorden und beschenkte ihn mit einem prachtvollen Brillantring. Erzherzog Johann ließ ihm ein lobendes Kabinettschreiben zukommen. Ende 1909 verlieh ihm Herzog Karl Eduard von Sachsen-Coburg-Gotha schließlich den Titel eines Intendanzrates.

## Höhepunkte des künstlerischen Schaffens

### Oper
Zwei Opernaufführungen unter Laskas Direktion ragten weit über das Maß einer Provinzbühne hinaus. Hierzu zählte die am 27. April 1885 zum ersten Mal aufgeführte Oper „Die Meistersinger von Nürnberg“ von Richard Wagner, in der auch auswärtige Opernkräfte, darunter die Sopranistin Johanna Loisinger vom Theater in Troppau, die nachmalige Fürstin Battenberg und spätere Gräfin Hartenau, mitwirkten.
Die zweite Darbietung, die dem Publikum noch lange im Gedächtnis blieb, war die Mozartoper „Don Juan“, die 31. Oktober 1887 zur Säkularfeier der ersten Aufführung am 29. Oktober 1787 über die Bühne ging.

### Operette
Im Oktober 1888 gelangte die Operette „Der Mikado“, zur Aufführung, die in keiner Weise der Aufführung im Theater an der Wien nachstand.
Ein Theaterereignis seltener Art bildete die Jubiläumsaufführung der Operette „Boccaccio“, die am 19. Jänner 1889 zum 50. Male über die Linzer Theaterbretter ging. Am Dirigentenpult saß der Komponist des „Boccaccio“, Franz von Suppè.

### Schauspiel
In diesem Genre ragt neben „Wallensteins Lager“ und Anzengubers „Der Fleck auf der Ehr“, die am Innsbrucker Stadttheater aufgeführte Komödie „Flachsmann als Erzieher“ von Otto Ernst aus der großen Zahl von Inszenierungen heraus.

### Ballett
Laska war der erste Direktor, der auf der Linzer Bühne das Ballett einführte. Da ein ständiges Ballettkorps nicht gehalten werden konnte, mussten für die Ballettaufführungen auswärtige Kräfte, zumeist von der Hofoper in Wien und anderen großen Bühnen gewonnen werden.